# 자강삼강역
자강삼강역(慈江三江驛)은 조선민주주의인민공화국 자강도 만포시에 위치한 철도역이다.1959년에 개업되었다.